# Дан Лоринг (Вирџинија)
Дан Лоринг (енгл. Dunn Loring) насељено је место без административног статуса у америчкој савезној држави Вирџинија.

## Демографија
По попису из 2010. године број становника је 8.803, што је 942 (12,0%) становника више него 2000. године.
| Група             | 2000.         | 2010.         |
| Белци             | 5.410 (68,8%) | 5.949 (67,6%) |
| Афроамериканци    | 236 (3,0%)    | 279 (3,2%)    |
| Азијати           | 1.198 (15,2%) | 1.741 (19,8%) |
| Хиспаноамериканци | 776 (9,9%)    | 540 (6,1%)    |
| Укупно            | 7.861         | 8.803         |